# Le Camp des Saints
Le Camp des Saints (franska: De heligas läger) är en fransk dystopisk roman av Jean Raspail från 1973. Boken handlar om en framtid i vilken migration från världens fattiga länder till Frankrike och Europa leder till den västerländska civilisationens kollaps. Nästan fyrtio år efter dess ursprungliga publikation nådde den bästsäljarlistorna i Frankrike år 2011.
Le Camp des Saints har avfärdats av både franska och engelskspråkiga kommentatorer för att förmedla rasism, främlingsfientlighet, och monokulturalism. Boken är populär i grupper som hyllar högerextremism och vit nationalism.

## Inspiration
Titeln är en hänvisning till Uppenbarelseboken vars tjugonde kapitel skriver "de äro till antalet såsom sanden i havet. Och de draga fram över jordens hela vidd och omringa de heligas läger och 'den älskade staden'; men eld faller ned från himmelen och förtär dem."

## Mottagande
Författaren Lionel Shriver säger att boken "ger en gallsjuk röst till en känsla vars uttryck är alltmer tabu i väst, men som bara kan växa mer giftig när den undertrycks: den ihärdiga förbittring som upplevs av majoritetsbefolkningen när deras status verkar hotad."
Romanen fick förnyad uppmärksamhet i samband med migrationskrisen i Europa år 2015. 
Statsvetaren Samuel P. Huntington hänvisar även till boken i sitt verk Civilisationernas kamp. Boken har hyllats av Donald Trumps rådgivare Steve Bannon och Stephen Miller och av Marine Le Pen.
Southern Poverty Law Center har beskrivit boken som en slags anti-invandringens motsvarighet till Turners dagböcker och som "den invandringskritiska rörelsens rasistiska favoritfantasi".